# Diospyros pseudoxylopia
Diospyros pseudoxylopia är en tvåhjärtbladig växtart som beskrevs av Gottfried Wilhelm Johannes Mildbraed. Diospyros pseudoxylopia ingår i släktet Diospyros och familjen Ebenaceae. Inga underarter finns listade i Catalogue of Life.